# Joring Natobang
Joring Natobang is een bestuurslaag in het regentschap Padang Sidempuan van de provincie Noord-Sumatra, Indonesië. Joring Natobang telt 920 inwoners (volkstelling 2010).